# 蒂特龙
蒂特龙（Titron），是印度北方邦Saharanpur县的一个城镇。总人口10499（2001年）。

## 人口
该地2001年总人口10499人，其中男性5613人，女性4886人；0—6岁人口1914人，其中男1035人，女879人；识字率44.98%，其中男性为55.48%，女性为32.91%。